# Пам'ятні та ювілейні монети італійської ліри

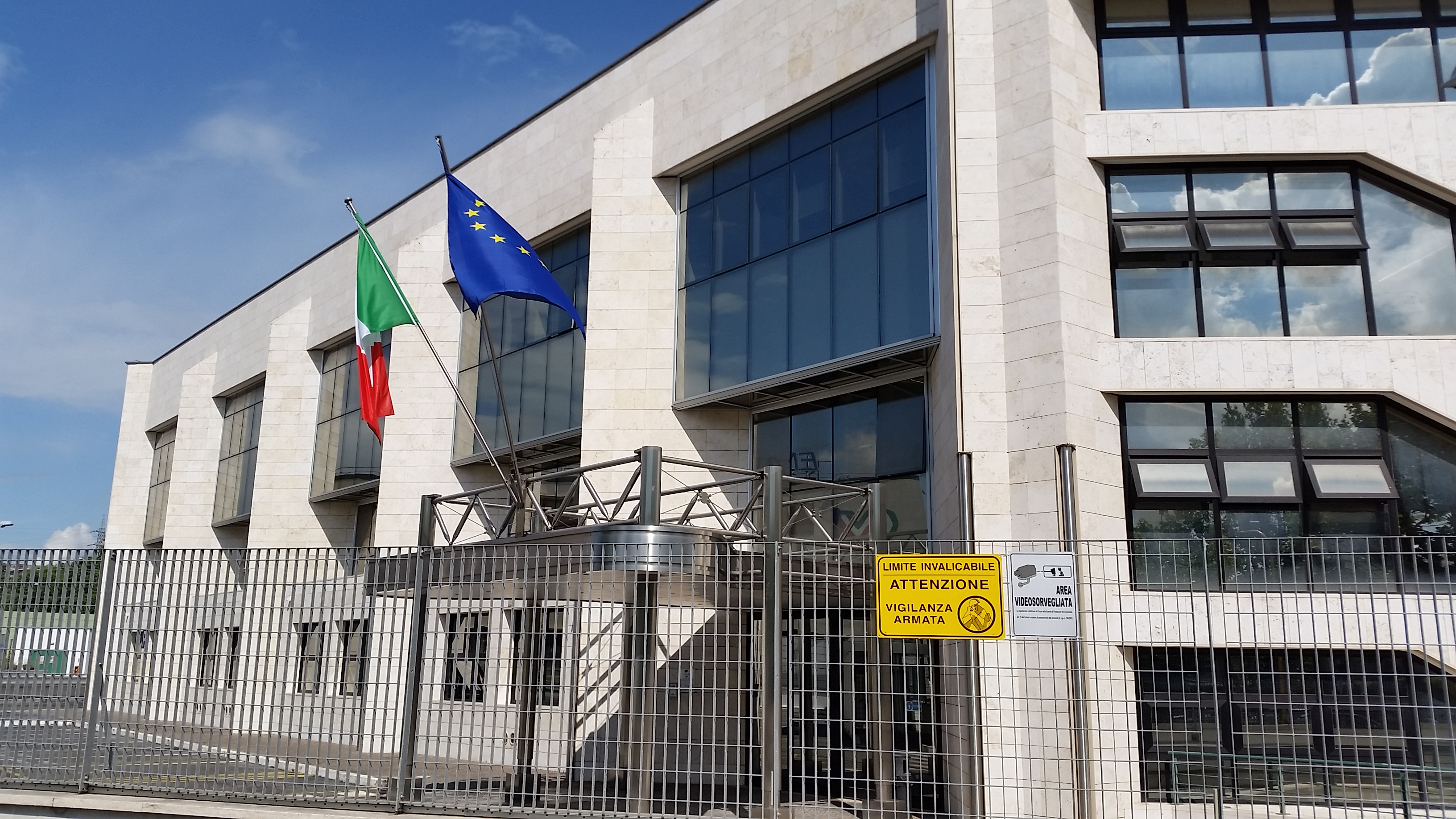
Будівля Поліграфічний інститут та Державний монетний двір у Римі

Пам'ятні та ювілейні монети італійської ліри випускалися Банком Італії між 1974—2001 роками. Вони були представлені номіналами 1, 100, 200, 500, 1000, 2000, 5000, 10000, 50000 та 100000 лір.

## Монети масового випуску

### 100 лір
| Номінал (лір) | Матеріал                                            | Маса (г)                   | Діаметр (мм)                | Товщина (мм)              | Гурт     | Якість карбування  |
| ------------- | --------------------------------------------------- | -------------------------- | --------------------------- | ------------------------- | -------- | ------------------ |
| 100           | Акмонітал мідно-нікелевий сплав (100 лір 1995 року) | 8 4.53 (100 лір 1995 року) | 27.8 22 (100 лір 1995 року) | 2 1.6 (100 лір 1995 року) | Рифлений | Анциркулейдет пруф |

| Рік  | Зображення | Зображення | Назва                                         | Аверс | Реверс | Тираж                    |
| ---- | ---------- | ---------- | --------------------------------------------- | --- | --- | ------------------------ |
| 1974 |            |            | 100 років з дня народження Гульєльмо Марконі  | Портрет Гульєльмо Марконі                                                                                          | Антена радіопередавача, винайденого Марконі, з зображенням радіохвилі.                                                                                      | 50 000 000               |
| 1979 |            |            | Продовольча програма — ФАО                    | Голова жінки | Корова, яка годує теля на тлі зображення меридіанів і паралелей, що символізують сторони світу.                                                             | 78 340 000               |
| 1981 |            |            | 100 років Військово-морській академії Ліворно | Емблема Військово-морської академії Ліворно: якір і кермо, накладені один на одного, увінчані баштовидною короною. | Фасад будівлі Військово-морської академії Ліворно з прапором ВМС Італії, що майорить на щоглі корабля.                                                      | 39 500 000               |
| 1995 |            |            | 50 років ФАО                                  | Голова жінки з баштовидною короною, волосся обмотане тканиною.                                                     | Цифра номінаалу з оливковою гілкою та колоском на тлі ліній меридіанів і паралелей земної кулі, північний полюс якої є логотипом присвяченого 50-річчю ФАО. | 100 000 000 7 800 (пруф) |

### 200 лір
| Матеріал  | Маса (г) | Діаметр (мм) | Товщина (мм) | Гурт     | Якість карбування  |
| --------- | -------- | ------------ | ------------ | -------- | ------------------ |
| Бронзітал | 5        | 24           | 1,64         | Рифлений | Анциркулейтед/пруф |

| Рік  | Зображення | Зображення | Назва                                                           | Аверс                                                                            | Реверс | Тираж                    |
| ---- | ---------- | ---------- | --------------------------------------------------------------- | -------------------------------------------------------------------------------- | --- | ------------------------ |
| 1980 |            |            | ФАО — Міжнародний жіночий рік                                   | Портрет Марії Монтессорі.                                                        | Жінка, що сидить та читає, позаду неї стоїть дитина, під ногами у неї лопата. Меридіани та паралелі земної кулі на тлі. | 48 500 000               |
| 1981 |            |            | ФАО — Міжнародний продовольчий день: 16 жовтня 1981 року        | Фасад Вілли Любін (штаб-квартира Міжнародного інституту сільського господарства) | Молода жінка у довгій квітчастій сукні біжить, тримаючи обома руками за спиною ріг достатку. Ріг достатку наповнений плодами та пшеничними гілочками, а з нього падає дощ насіння. | 45 207 600               |
| 1989 |            |            | 100 років Військово-морському арсеналу Таранто                  | Голова жінки.                                                                    | Вид на трищогловий корабель, що відпливає, на тлі будівель: праворуч — замок, ліворуч — мости. | 42 000 000 9 260 (пруф)  |
| 1990 |            |            | 100 років IV секції Державної ради.                             | Голова жінки.                                                                    | Вид на фасад Палаццо Спада. | 64 500 000 9 400 (пруф)  |
| 1992 |            |            | Всесвітня виставка тематичної філателії — «Генуя '92»           | Голова жінки.                                                                    | У полі коло, розділене на два півкола. У верхньому півколі три вітрила на тлі паралельних ліній. У нижньому - три стилізовані хвилі і під ними напис «GENOA '92». | 100 000 000 9 500 (пруф) |
| 1993 |            |            | 70 років Італійської військової авіації                         | Голова жінки.                                                                    | Квартоване коло, над яким розміщений орел (символ військових льотчиків). Коло містить емблеми перших чотирьох ескадрилій, створених під час Першої світової війни: химера X ескадрильї Фарман; грізний грифон 91-ї винищувальної ескадрильї; чотирилиста конюшина 10-ї бомбардувальної ескадрильї Капроні та лев Святого Марка 87-ї ескадрильї аеропланів. | 170 000 000 8 500 (пруф) |
| 1994 |            |            | 180 років заснування Армії карабінерів                          | Голова жінки.                                                                    | Символ герба карабінерів (граната з тринадцятикутним полум'ям) | 200 000 000 8 500 (пруф) |
| 1996 |            |            | 100 років Академії «Фінансової гвардії»                         | Голова жінки.                                                                    | Усередині складеної по колу стрічки з центральним елементом з висіченим написом знаходяться дві різні будівлі. У верхній частині — Королівський палац Казерти (перша штаб-квартира Академії у 1896 році), у нижній частині — нинішня штаб-квартира Академії GdF у Бергамо.                                                                                 | 200 000 000 8 000 (пруф) |
| 1997 |            |            | 100 років Італійській військово-морській лізі                   | Голова жінки.                                                                    | Герб Італійської військово-морської ліги (кругла печатка з монограмою «LNI» над якорем). Позаду герба — човен, що пливе. | 40 000 000 8 440 (пруф)  |
| 1998 |            |            | 30 років Командуванню карабінерів з охорони культурної спадщини | Голова жінки.                                                                    | Символ герба карабінерів (граната з тринадцятикутним полум'ям), ліворуч — «Давид», знаменита статуя Донателло. | 105 000 000 8 440 (пруф) |

### 500 лір

#### Срібло
| Матеріал         | Маса (г) | Діаметр (мм) | Товщина (мм) | Якість карбування |
| ---------------- | -------- | ------------ | ------------ | ----------------- |
| Срібло 835 проби | 11       | 29.3         | 1.9          | Пруф              |

| Рік  | Зображення | Зображення | Назва                                     | Аверс                                                                                              | Реверс | Гурт                       | Дизайнер             | Тираж                     |
| ---- | ---------- | ---------- | ----------------------------------------- | -------------------------------------------------------------------------------------------------- | --- | -------------------------- | -------------------- | ------------------------- |
| 1961 |            |            | 100-річчя об'єднання Італії               | Фігура Італії, що сидить на колоні, з оливковою гілкою у піднятій правій руці, і шоломом — у лівій | Квадрига | Напис: REPVBBLICA*ITALIANA | Гвідо Верої          | 27 120 000 (анц) ? (пруф) |
| 1965 |            |            | 700-річчя з дня народження Данте Аліг'єрі | Портрет поета Данте Аліг'єрі з лавровим вінком                                                     | Полум'я, увінчане хмарами та променями сонця з 10 маленькими зірками всередині; алегоричні символи Пекла, Чистилища та Раю (три книги трилогії «Божественна комедія», шедевра світової літератури). | Напис                      | Гоффредо Верджінеллі | 5 000 000 (анц) ? (пруф)  |

#### Біметал
| Номінал (лір) | Матеріал                                    | Маса (г) | Діаметр (мм) | Товщина (мм) | Гурт                           | Якість карбування |
| ------------- | ------------------------------------------- | -------- | ------------ | ------------ | ------------------------------ | ----------------- |
| 500           | Біметал: центр - бронза, кільце - акмонітал | 6.8      | 25.8         | 1.8          | Ребристий з гладкими ділянками | Пруф              |

| Рік  | Зображення | Зображення | Назва                                       | Аверс                                                                  | Реверс | Тираж                                 |
| ---- | ---------- | ---------- | ------------------------------------------- | ---------------------------------------------------------------------- | --- | ------------------------------------- |
| 1993 |            |            | 100 років Банку Італії                      | Голова жінки, що символізує Італійську республіку, з перами у волоссі. | Монограма Банку Італії | 90.000.000 50.200 (анц) 8.500 (пруф)  |
| 1994 |            |            | 500 років з дня народження Луки Пачолі      | Голова жінки, що символізує Італійську республіку, з перами у волоссі. | У центрі портрет Луки Пачолі з містом на задньому плані (собор і найближчі будівлі Сансеполькро, Тоскана, його рідного міста)                                                                               | 50.000.000 44.500 (анц) 8.500 (пруф)  |
| 1996 |            |            | 70 років Національному інституту статистики | Голова жінки, що символізує Італійську республіку, з перами у волоссі. | Будівля Національного інституту статистики Італії. | 110.000.000 45.000 (анц) 8.000 (пруф) |
| 1997 |            |            | 50 років Дорожній поліції                   | Голова жінки, що символізує Італійську республіку, з перами у волоссі. | Герб Державної поліції Італії. Над гербом у квадраті: кентавр-лучник, символ Дорожньої поліції Італії. По бокам монети: схематичне зображення карти автомобільних доріг.                                    | 40.000.000 43.600 (анц) 8.440 (пруф)  |
| 1998 |            |            | 20 років IFAD                               | Голова жінки, що символізує Італійську республіку, з перами у волоссі. | Розкрита рука долонею догори, що тримає колосся та стебла сорго. Над нею: сонячна куля і скручений пшеничний колос, що утворюють число «20» (роки ювілею).                                                  | 100.000.000 55.200 (анц) 9.000 (пруф) |
| 1999 |            |            | 20 років Європейському парламенту           | Голова жінки, що символізує Італійську республіку, з перами у волоссі. | Урна для голосування із зірками, в яку вкидають зірочки замість бюлетенів. Знизу: прапор Європейського Союзу. Між урною та прапором розміщено схематичне зображення місць у Європарламенті у формі вітрила. | ? 51.800 (анц) 8.500 (пруф)           |

### 1000 лір
| Номінал (лір) | Матеріал         | Маса (г) | Діаметр (мм) | Товщина (мм) | Гурт                         | Якість карбування |
| ------------- | ---------------- | -------- | ------------ | ------------ | ---------------------------- | ----------------- |
| 1000          | Срібло 835 проби | 14.6     | 31.4         | 2.3          | Гладкий із жолобом усередині | Анциркулейтед     |

| Рік  | Зображення | Зображення | Назва                            | Аверс                                                                                        | Реверс                                        | Тираж     |
| ---- | ---------- | ---------- | -------------------------------- | -------------------------------------------------------------------------------------------- | --------------------------------------------- | --------- |
| 1970 |            |            | 100 років Риму як столиці Італії | Зображення богині Конкордії всередині бісерного кола, взяте з римського денарія Gens Aemilia | Репродукція бруківки П'яцца дель Кампідольйо. | 3 011 000 |

## Монети обмеженного випуску

### 1 ліра
| Матеріал         | Маса (г) | Діаметр (мм) | Товщина (мм) | Гурт                          | Якість карбування  |
| ---------------- | -------- | ------------ | ------------ | ----------------------------- | ------------------ |
| Срібло 835 проби | 14.6     | 34           |              | Рифлений з гладкими ділянками | Анциркулейтед/пруф |

| Рік  | Зображення | Зображення | Назва          | Аверс | Реверс | Тираж                     |
| ---- | ---------- | ---------- | -------------- | --- | --- | ------------------------- |
| 1999 |            |            | «Історія ліри» | Коло з легендою та ім'ям гравера, усередині якого репродукція аверса 1 ліри 1901 року з головою Віктора Еммануїла III, повернутої вправо.               | Коло з десятьма зірками, номіналом та датою, розташованих у протилежних кутах, усередині якого репродукція реверсу 1 ліри 1901 року.                                                                   | 31 700 (анц) 6 390 (пруф) |
| 1999 |            |            | «Історія ліри» | Коло з легендою та ім'ям гравера, усередині якого репродукція аверса 1 ліри 1915 року з головою Віктора Еммануїла III, повернутої вправо.               | Коло з геометричним орнаментом, номіналом та датою розташованих у протилежних кутах, усередині якого репродукція реверсу 1 ліри 1915 року.                                                             | 31 700 (анц) 6 390 (пруф) |
| 2000 |            |            | «Історія ліри» | Коло з легендою та ім'ям гравера, усередині якого репродукція аверса 1 ліри 1936 року, з головою Віктора Еммануїла III, повернутої ліворуч              | Коло з дубовими гілками, номіналом та датою, розташованих у протилежних кутах, усередині якого репродукція реверса 1 ліри 1936 року, з номіналом та фашистським орлом.                                 | 30 000 (анц) 6 285 (пруф) |
| 2000 |            |            | «Історія ліри» | Коло з легендою та ім'ям гравера, усередині якого репродукція аверса 1 ліри 1922 року, із зображенням жінки, що сидить на троні, як алегорія Італії     | Коло з великими крапками, номіналом та датою, розташованих у протилежних кутах, усередині якого репродукція реверса 1 ліри 1922 року, з номіналом та савойським гербом                                 | 30 000 (анц) 6 285 (пруф) |
| 2001 |            |            | «Історія ліри» | Коло з легендою та ім'ям гравера, усередині якого репродукція аверса 1 ліри 1946 року, з жіночою головою, повернутою праворуч, що символізує Республіку | Коло з оливковим листям, номіналом та датою, розташованих у протилежних кутах, усередині якого репродукція реверса 1 ліри 1946 року, з номіналом та фашистським орлом. з номіналом та гілкою апельсина | 50 000 (анц) 6 100 (пруф) |
| 2001 |            |            | «Історія ліри» | Коло з легендою та ім'ям гравера, усередині якого репродукція аверса 1 ліри 1951 року                                                                   | Коло з гілками винограду, номіналом та датою, розташованих у протилежних кутах, усередині якого репродукція реверса 1 ліри 1951 року, з номіналом і рігом достатку                                     | 6 100 (пруф)              |

### 100 лір
| Номінал (лір) | Матеріал         | Маса (г) | Діаметр (мм) | Товщина (мм) | Гурт      | Співвідношення аверс/реверс | Якість карбування  |
| ------------- | ---------------- | -------- | ------------ | ------------ | --------- | --------------------------- | ------------------ |
| 100           | Срібло 835 проби | 27.8     | 8            |              | Ребристий | Медальне (0°)               | Анциркулейтед/пруф |

| Рік  | Зображення | Зображення | Назва                              | Аверс                                                  | Реверс                                                                                     | Тираж                      |
| ---- | ---------- | ---------- | ---------------------------------- | ------------------------------------------------------ | ------------------------------------------------------------------------------------------ | -------------------------- |
| 1988 |            |            | 900 років Болонського університету | Зображення середньовічного учня, який сидить на уроці. | Вежа Астрономічної обсерваторії Болонського університету (також відома як вежа «Спекола»). | 68.042 (анц) 12.728 (пруф) |

| Номінал (лір) | Матеріал         | Маса (г) | Діаметр (мм) | Товщина (мм) | Гурт                           | Співвідношення аверс/реверс | Якість карбування  |
| ------------- | ---------------- | -------- | ------------ | ------------ | ------------------------------ | --------------------------- | ------------------ |
| 100           | Срібло 835 проби | 22       | 4.5          |              | Ребристий з гладкими ділянками | Медальне (0°)               | Анциркулейтед/пруф |

| Рік  | Зображення | Зображення | Назва                  | Аверс                                                       | Реверс                                                    | Тираж                      |
| ---- | ---------- | ---------- | ---------------------- | ----------------------------------------------------------- | --------------------------------------------------------- | -------------------------- |
| 1993 |            |            | 100 років Банку Італії | Голова Італії з лавровим вінком та короною у вигляді замку. | Старовинний друкарський верстат часів Йоганна Гутенберга. | 52.000 (анц) 10.000 (пруф) |

### 200 лір
| Номінал (лір) | Матеріал         | Маса (г) | Діаметр (мм) | Товщина (мм) | Гурт      | Якість карбування  |
| ------------- | ---------------- | -------- | ------------ | ------------ | --------- | ------------------ |
| 200           | Срібро 835 проби | 5        | 24           | 1.4          | Ребристий | Анциркулейтед/пруф |

| Рік  | Зображення | Зображення | Назва                                  | Аверс | Реверс | Дизайнер                  | Тираж                      |
| ---- | ---------- | ---------- | -------------------------------------- | --- | --- | ------------------------- | -------------------------- |
| 1988 |            |            | 900-річчя Болонського університету     | Зображення стародавнього учня, який слухає урок. Ім'я дизайнера під партою учня.                                                                                         | В овалі вид на площу П'яцца Маджоре (центральну площу міста Болонья) з фасадом церкви Сан-Петроніо та Міського палацу праворуч. На задньому плані — дві вежі Болонії, що нахилилися. Під овалом вказані номінал та дата. Знак монетного двору розташований праворуч.                                           | Етторе Лоренцо Фрапіччіні | 68 042 (анц) 12 728 (пруф) |
| 1989 |            |            | Чемпіонат світу з футболу 1990         | Жіноча голова, на тлі волосся якої кубок Чемпіонату світу з футболу. Жіноча голова, звернена вліво, з кубком Чемпіонату світу з футболу у волоссі. Нижче ім'я дизайнера. | У центрі футбольний м'яч, оточений географічними профілями всіх континентів. Зверху 5 щитів з різними емблемами, по одному для кожного континенту. Внизу номінал з датою та знаком монетного двору по боках.                                                                                                   | Мауріціо Соччорсі         | 88 000 (анц) 28 500 (пруф) |
| 1989 |            |            | 500-річчя відкриття Америки (1 випуск) | Погруддя Колумба, на задньому плані — армілярна сфера, нижче — ім'я автора. Під сферою, біля обода, розташоване невелике кермо.                                          | Щит «Ammiraglio del Mar Oceano» («Адмірал морів-океанів», або «Адмірал Індій» — титул, наданий Колумбу іспанськими королями і використовуваний ним самим і його нащадками з 1502 року) поділяє номінал і дату. Нижче монетний знак і дельфін, що пливе в океані. Під хвостом дельфіна — ім'я автора.           | Анналіза Валентіні        | 75 000 (анц) 25 000 (пруф) |
| 1991 |            |            | Флора та фауна Італії (1-й випуск)     | Жіноча голова (символ Італії), зі зразками флори і фауни, що охороняється (орел, вовк, метелик і едельвейс) замість волосся. Ім'я дизайнера нижче.                       | Вовк зі здобиччю в пащі. Над датою. Нижче номінал та знак монетного двору праворуч. По колу вірш із «Божественної комедії» («Рай», пісня XVII) | Анналіза Валентіні        | 50 000 (анц) 9 500 (пруф)  |
| 1993 |            |            | Сторіччя Банку Італії                  | Жіноча голова (символ Італії), звернена вліво, з лавровим вінком і замком, що височить, як корона. Ім'я дизайнера нижче, вздовж обідка.                                  | Римський барельєф зображує контроль магістратів над випуском монет. На барельєфі зображено працівника монетного двору, який б'є по ковадлу; праворуч від нього стоїть магістрат, а ліворуч — верхня частина коринфської столиці. По обидва боки — дати ювілею. Нижче вказано номінал з тавром монетного двору. | Етторе Лоренцо Фрапіччіні | 52 100 (анц) 10 400 (пруф) |

### 500 лір
| Номінал (лір) | Матеріал         | Маса (г) | Діаметр (мм) | Товщина (мм) | Гурт                       | Співвідношення аверс/реверс | Якість карбування  |
| ------------- | ---------------- | -------- | ------------ | ------------ | -------------------------- | --------------------------- | ------------------ |
| 500           | Срібло 835 проби | 11       | 29.3         | 2            | Напис: REPVBBLICA ITALIANA | Медальне (0°)               | Анциркулейтед/пруф |

| Рік  | Зображення | Зображення | Назва                                                        | Аверс | Реверс | Тираж                       |
| ---- | ---------- | ---------- | ------------------------------------------------------------ | --- | --- | --------------------------- |
| 1974 |            |            | 100 років з дня народження Гульєльмо Марконі                 | Погруддя Гульєльмо Марконі. | Італія та сусідні країни увінчані концентричними колами, що зображують радіохвилі, які поширюються від радіовеж Апеннінського півострова. | 689.752 (анц)               |
| 1975 |            |            | 500 років з дня народження Мікеланджело Буонаротті           | Погруддя Мікеланджело у літньому віці. | Дельфійський оракул (одна з фресок на стелі Сікстинської капели). | 269.000 (анц)               |
| 1981 |            |            | 2000 років з дня смерті Вергілія                             | Портрет Вергілія у лавровому вінку. | Стилізоване дерево, символ родючості, по боках якого, зображено фігуру вола, праворуч (символ праці), та коня, ліворуч (символ епічної поезії). | 341.000 (анц)               |
| 1982 |            |            | 100 років з дня смерті Джузеппе Гарібальді                   | Погруддя Джузеппе Гарібальді. | Острів Капрера, оточений морськими хвилями і меандром навколо. | 193.000 (анц)               |
| 1982 |            |            | 350 років з дня смерті Галілео Галілея                       | Портрет Галілео Галілея. | Герб Академії деї Лінчеї, розташована в Палаццо Корсіні на вулиці Делла Лунгара в Римі, Італія. Заснована 1603 року Федеріко Чезі, вона була однією з перших академій наук в Італії і місцем зародження наукової революції. | 198.000 (анц)               |
| 1984 |            |            | XXIII Літні Олімпійські ігри в Лос-Анджелесі 1984 року       | Голова Італії, з олімпійським смолоскипом вгорі та голубом позаду, контур якого огортає всю композицію, як провісник всесвітньої злагоди.                                                                        | Три спортсмени, що стоять на глобусі та тримають олімпійський вогонь. | 103.000 (анц) 29.000 (пруф) |
| 1985 |            |            | Італійське головування в Європейській економічній спільноті  | Жіночий профіль (символ Італійської Республіки), що зливається із земною кулею, на якій позначені кордони країн Європейської економічної спільноти, це також символізують десять зірок, розміщених по краю кулі. | Півколо сидінь Європейського парламенту, з десятьма прапорами (по одному від кожної країни Європейського Союзу) та Зіркою Європи. | 103.000 (анц) 29.000 (пруф) |
| 1985 |            |            | Адріатичний коледж об'єднаного світу в Дуїно                 | Герб області Фріулі-Венеція-Джулія (посередині) з найважливішими пам'ятками регіону:Лоджа дель Ліонелло в Удіне, Міський палац в Порденоне, Базиліка Сан-Джусто в Трієсті та Замок Горіція.                      | Емблема Адріатичного коледжу об'єднаного світу, над якою зображений Замок в Дуїно, де він розташований. | 126.000 (анц)               |
| 1985 |            |            | Рік музики                                                   | Профіль жінки (символу Республіки) з арфою, пентаграмою та музичним ключем, переплетеними з її волоссям. | Зображення органу спереду. | 96.000 (анц)                |
| 1985 |            |            | Рік етруської культури                                       | Бронзова статуетка етруського воїна. | Тарквінські пегаси (одного із найважливіших етруських міст). | 104.000 (анц)               |
| 1985 |            |            | 200 років з дня народження Алессандро Мандзоні               | Погруддя Алессандро Мандзоні (репродукція відомої картини Франческо Аєца, що зберігається в Пінакотеці Брера).                                                                                                   | Сперада Лючії ді Ламмермур (героїні роману «Заручені»). Сперада була типовою прикрасою для волосся в традиційному ломбардському костюмі. | 91.218 (анц) 20.000 (пруф)  |
| 1986 |            |            | Чемпіонат світу з футболу 1986                               | Географічне зображення Італії з футбольним м'ячем між Сицилією та Сардинією у вигляді ноги, що б'є по м'ячу. | Футбольний м'яч із зображенням ацтекського сонячного каменю над ним. | 91.000 (анц) 21.000 (пруф)  |
| 1986 |            |            | Рік миру                                                     | Голова молодої жінки з високою короною, що представляє Італію. | Велике і старе оливкове дерево (яке у всьому світі вважається символом миру). | 90.000 (анц) 19.000 (пруф)  |
| 1986 |            |            | 600 років з дня народження Донателло                         | Портрет Донателло з хусткою на голові, у вигляді тюрбана. | Найвідоміша статуя Донателло, «Давид». | 73.000 (анц) 17.500 (пруф)  |
| 1987 |            |            | Рік сім'ї                                                    | Голова жінки з ромашкою у волоссі. | Стилізоване зображення сім'ї (мати, батько і дитина) на тлі сонця, символу домашнього затишку. | 85.000 (анц) 20.000 (пруф)  |
| 1987 |            |            | Чемпіонат світу з легкої атлетики 1987 року                  | Жінка з крилами без обличчя, що уособлює Перемогу, яка перетинає фінішну лінію, розриваючи стрічку, що перетворюється на стадіонну смугу.                                                                        | Два спринтери (один чорношкірий, інший білий, як символ боротьби з расизмом) біжать по біговій доріжці, а на задньому плані над ними зображені фрагменти будівлі Колізею. Фрагменти Колізею розташовані паралельно лініям доріжок, що створює неперервність зв'язку між стадіоном і містом, якому він належить.                                   | 80.000 (анц) 20.000 (пруф)  |
| 1987 |            |            | 150 років з дня смерті Джакомо Леопарді                      | Портрет Джакомо Леопарді. | Жінка, що стоїть, з рук якої сиплються пелюстки троянд, що є алегорією лірики Леопарді. Легенда у вигляді рядка з поеми Леопарді, «A Silvia». | 58.000 (анц) 10.000 (пруф)  |
| 1988 |            |            | XXIV Літні Олімпійські ігри в Сеулі 1988 року                | Обличчя жінки зі східними рисами, що зливається з олімпійським вогнем, полум'я якого має форму дракона. Поруч із вогнем Велика Зірка Республіки.                                                                 | Круглий дизайн, що складається з двох гімнасток, п'яти олімпійських кіл та двох оливкових гілок, з корейським орнаментом у центрі. | 70.000 (анц) 13.000 (пруф)  |
| 1988 |            |            | 40-ва річниця проголошення Конституції Італії                | Жіноча голова (алегорія Італійської республіки). На голові корона у формі замку Кастель-дель-Монте (Апулія). | Дві перехрещені гілки: дубова та оливкова. Позаду рельєфний текст Першої статті Конституції Італії на чотирьох стрічках. | 67.000 (анц) 13.000 (пруф)  |
| 1988 |            |            | 900 років Болонському університету                           | Зображення середньовічного учня, який сидить на уроці. | Зображення середньовічного вчителя, який веде урок зі свого крісла. | 68.042 (анц) 12.728 (пруф)  |
| 1988 |            |            | 100 років з дня смерті Сан Джованні Боско                    | Погрудний портрет Сан Джованні Боско. | Чоловік, що будує цегляну стіну за допомогою жінки, яка тримає рослину в правій руці. Біля їхніх ніг сидить дитина і читає книгу. Композиція є алегорією праці та навчання, філософії священика. | 51.000 (анц) 9.000 (пруф)   |
| 1989 |            |            | Боротьба проти раку                                          | Молода жінка тримає в правій руці кадуцей (алегорія медицини). Пасма її волосся закручуються, утворюючи спіраль ДНК.                                                                                             | Символи наукових медичних досліджень: мікроскоп, рука зі скальпелем тощо. | 46.000 (анц) 7.598 (пруф)   |
| 1989 |            |            | Чемпіонат світу з футболу 1990                               | Жіноча голова, на тлі волосся якої кубок Чемпіонату світу з футболу. | Географічна карта Італії з дванадцятьма зірками, що показують розташування міст, які приймають матчі Чемпіонату світу з футболу. Позаду карти: земна куля. По боках, по краю монети, розміщені дванадцять гербів міст. | 88.000 (анц) 28.500 (пруф)  |
| 1989 |            |            | 500 років відкриття Америки                                  | Погруддя Колумба, на задньому плані: армілярна сфера. | Група кораблів у порту Генуї. | 75.000 (анц) 25.000 (пруф)  |
| 1989 |            |            | 350 років з дня смерті Томмазо Кампанелли                    | Портрет ченця Томмазо Кампанелли з пальмовою гілкою у лівій руці, що символізує філософію. Нижню частину гілки обвиває змія, символ мудрості.                                                                    | Алегорія «Місто Сонця», твору Кампанелли: утопії, що описує егалітарне теократичне суспільство, де власність є спільною. Сонце та фрагмент храму по центру, навколо яких напівкола та символи планет. | 51.000 (анц) 9.260 (пруф)   |
| 1990 |            |            | Чемпіонат світу з футболу 1990 року                          | Жіноча голова, на тлі волосся якої кубок Чемпіонату світу з футболу. | Голуб на тлі земної кулі, що в нижній правій частині перетворюється на футбольний м'яч. | 67.500 (анц) 24.500 (пруф)  |
| 1990 |            |            | Італійське головування в Європейській економічній спільноті. | Голова молодої жінки, з лавровою та оливковою гілками на шиї. | Монограма «UEM» (Європейська економічна спільнота). | 54.000 (анц) 10.000 (пруф)  |
| 1990 |            |            | 500 років відкриттю Америки                                  | Коло, усередині якого профіль Колумба на тлі геометричної композиції з астролябією, «трояндою вітрів» та географічними контурами Америки.                                                                        | Зображення астролябії та каравели у подвійному колі. | 75.000 (анц) 25.000 (пруф)  |
| 1990 |            |            | 500 років з дня народження Тіціана                           | Портрет Тіціана (взятий з автопортрета 1567 року). | Вид на будинок Тіціана у П'єве-ді-Кадоре. | 52.300 (анц) 9.450 (пруф)   |
| 1991 |            |            | 250 років з дня народження Антоніо Вівальді                  | Зображення Антоніо Вівальді під час гри на скрипці. На задньому плані: частина колонади Палацу Дожів у Венеції та пентаграма.                                                                                    | Композиція з музичних елементів, поєднаних з архітектурними пам'ятками, характерними для міста Венеції. Знизу пентаграма, що переходить у лінії хвиль, по яких пливе гондола. Прямо над пентаграмою міст Ріальто, ліворуч від нього: колона Сан-Марко, три ластівки та ювілейні дати.                                                             | 55.000 (анц) 11.000 (пруф)  |
| 1991 |            |            | Флора і фауна                                                | У центрі: голова молодої жінки, з якої виходять вісім стилізованих сонячних променів. По колу між променями: добірка заповідних зразків флори і фауни, які черпають життєву кров від сонця і людської турботи.   | Чоловік, розкинувши руки в сторони, стоїть на захисті великого дуба. Вертикальна лінія розсікає чоловіка і дерево навпіл, відокремлюючи ліву, вмираючу, частину від правої, яка знову розквітає. | 50.000 (анц) 9.500 (пруф)   |
| 1991 |            |            | 2100 років мосту Мільвіо                                     | Міст Понте Мільвіо увінчує Голову Італії, волосся якої під ним перетворюється на текучі води Тибру і огортає герб Рима.                                                                                          | Міст Понте Мільвіо (римський міст через Тибр, Рим). | 59.000 (анц) 14.000 (пруф)  |
| 1991 |            |            | 500 років відкриття Америки                                  | Портрет Колумба з сонцем (або квіткою) за спиною. | Старовинна географічна карта Антильських островів. | 75.000 (анц) 25.000 (пруф)  |
| 1992 |            |            | 500 років з дня смерті Лоренцо Медічі                        | Портрет Лоренцо Медічі. | Зображення символів Флоренції: лілії та вежі Палаццо делла Синьйорія. Під ними знизу зображені книга та палітра (символи мистецтва). | 50.000 (анц) 11.000 (пруф)  |
| 1992 |            |            | 500 років відкриття Америки                                  | Портрет Колумба, ліворуч від якого вітрило каравели, що роздувається вітром, утворюючи літеру С, ініціали великого генуезького мореплавця. Трохи нижче портрету знаходиться невелике кермо.                      | Зображення сцени висадки на берег Нового Світу. Колумб з мечем та прапором Генуезької республіки висаджується на берег; ліворуч від нього стоїть група солдатів, а кілька індіанців стають перед ним на коліна, пропонуючи фрукти та інші товари. На задньому плані троє чоловіків піднімають хрест, та три каравели стоять на морі, біля берега. | 67.000 (анц) 18.000 (пруф)  |
| 1992 |            |            | 200 років з дня народження Джоаккіно Россіні                 | Портрет Джоаккіно Россіні | Партитура з підписом Россіні та великим музичним ключем. | 45.000 (анц) 9.000 (пруф)   |
| 1992 |            |            | XXV Літні Олімпійські ігри у Барселоні 1992 року             | Жіноча голова з лавровим вінком. Ліворуч від неї: бігова доріжка стадіону. | Фрагменти Олімпійського стадіону у Барселоні, ліворуч: п'ять олімпійських кілець. | 48.040 (анц) 12.000 (пруф)  |
| 1992 |            |            | Флора і фауна                                                | Голова Італії, розташована у квадраті. | Стилізовані фігури тварин і рослин, розташовані у квадраті. Поза квадратом розміщено чотири трикутника, що символізують: вогонь, воду, повітря і землю. | 43.000 (анц) 8.500 (пруф)   |
| 1992 |            |            | 500 років з дня смерті П'єро делла Франчески                 | Автопортрет П'єро делла Франчески. Тло позаду представлено архітектурними елементами. | Центральна сцена «Воскресіння», взята з картини Франчески. Сцена має трикутну форму, як і сама картина. Тло позаду представлено архітектурними елементами. | 52.000 (анц) 9.500 (пруф)   |
| 1993 |            |            | 2000 років з дня смерті Горація                              | Портрет Горація та два пера. | Коринфський ордер, символ класицизму, з вписаним віршем з «Ars Poetica». | 49.740 (анц) 10.000 (пруф)  |
| 1993 |            |            | Охорона тваринного світу                                     | Голова Італії з квітками. | Дві лелеки і риба-меч, позаду яких земна півкуля. | 36.000 (анц) 10.000 (пруф)  |
| 1993 |            |            | 650 років Пізанському університету                           | Фігура Італії, що сидить на лаві і читає книгу. Спинка лави містить зображення херувима, символу Пізанського університету. Сторінка книги містить фразу «vir sapien», що означає «мудра людина».                 | Архітектурні пам'ятки Пізи: Пізанська вежа та вид на собор ззаду. Перед собором зображено герб міста. На задньому плані: розгорнутий сувій, розташовані будівлі та герб. Під сувоєм розміщено великий якір. | 41.000 (анц) 9.000 (пруф)   |
| 1993 |            |            | 200 років з дня смерті Карло Ґольдоні                        | Портрет Карло Ґольдоні. | Фігура Арлекіна, зображення венеціанського театру часів Ґольдоні. | 50.000 (анц) 8.500 (пруф)   |
| 1993 |            |            | 100 років Банку Італії                                       | Голова Італії з лавровим вінком та короною у вигляді замку. | Група з трьох статуй з видом на Палац Коха, штаб-квартиру Банку Італії у Римі. | 52.000 (анц) 10.000 (пруф)  |

### 1000 лір
| Номінал (лір) | Матеріал         | Маса (г) | Діаметр (мм) | Товщина (мм) | Гурт                  | Якість карбування |
| ------------- | ---------------- | -------- | ------------ | ------------ | --------------------- | ----------------- |
| 1000          | Срібло 835 проби | 14.6     | 31.4         | 2.3          | Напис: R.I. R.I. R.I. | Пруф              |

| Рік  | Зображення | Зображення | Назва | Аверс | Реверс | Тираж                       |
| ---- | ---------- | ---------- | --- | --- | --- | --------------------------- |
| 1994 |            |            | 900-річчя відновлення та перенесення останків Святого Марка та будівництва однойменної базиліки у Венеції | Центральний фасад Базиліки Святого Марка. | Фрагмент Пали д'Оро, що зображає перенесення мощей Святого Марка до Венеції. | 41.000 (анц) 8.600 (пруф)   |
| 1994 |            |            | Охорона дикої природи Італії (другий випуск)                                                              | Жіноча молода головаз тваринами у волоссі (чапля і риба, а також дерево з лівого боку), а ліворуч за нею: дерево | Дерево з птахом вгорі і дельфіном між хвилями знизу. | 40.000 (анц) 7.700 (пруф)   |
| 1994 |            |            | 400-річчя з дня смерті Тінторетто                                                                         | Портрет художника Якопо Робусті. | Основна сцена картини Робусті «Святий Георгій і дракон». | 45.000 (анц) 8.500 (пруф)   |
| 1995 |            |            | 50-річчя з дня смерті композитора П'єтро Масканьї                                                         | Портрет композитора П'єтро Масканьї у літньому віці. | Інтер'єри Римського Театру опери та балету зі сценографією одного з шедеврів творчості Масканьї, «Сільської честі». | 45.000 (анц) ? (пруф)       |
| 1995 |            |            | XXVI літні Олімпійські ігри в Атланті 1996 року                                                           | Голова молодої жінки, увінчана лавром, що символізує Італію. У її волосся вплетені п'ять олімпійських кіл, увінчаних зіркою. | Силует Статуї Свободи на тлі Олімпійського стадіону, ліворуч від нього: людина з олімпійським вогнем. | 38.000 (анц) 7.435 (пруф)   |
| 1996 |            |            | 100 років з дня народження Еудженіо Монтале                                                               | Портрет поета Еудженіо Монтале. | Либідь. | 45.000 (анц) ? (пруф)       |
| 1997 |            |            | 200 років з дня народження Гаетано Доніцетті                                                              | Портрет композитора Гаетано Доніцетті. | Фермерський будинок таа подвір'я (сцена з його опери «Любовний напій»). | 44.000 (анц) ? (пруф)       |
| 1998 |            |            | 400 років з дня народження Лоренцо Берніні                                                                | Портрет Лоренцо Берніні у літньому віці, одного з найвидатніших скульпторів та архітекторів італійського бароко. На задньому плані вид на площу Святого Петра з частиною бруківки та колонадами. Площа була головною роботою Берніні як архітектора. | Диск з «обличчям» сонця, який э частиною скульптури «Істина, відкрита часом», що зараз знаходиться в римському музеї Галереї Боргезе. Позаду на тлі: композиція-планіметрія половини церкви Сант-Андреа-аль-Квірінале та половини площі Святого Петра, що утворюють овал. | 55.200 (анц) 9.000 (пруф)   |
| 1999 |            |            | 250 років з дня народження Вітторіо Альф'єрі                                                              | Портрет Вітторіо Альф'єрі. | Над розгорнутою книгою як тло використано одну з найвідоміших цитат італійського поета, де три великі літери «V» перев'язані мотузкою. | 51.800 (анц) 8.500 (пруф)   |
| 2000 |            |            | 400 років з дня народження Джордано Бруно                                                                 | Портрет Джордано Бруно на тлі геометричних ліній. | Обличчя трьох сонць | 51.400 (анц) 8.960 (пруф)   |
| 2001 |            |            | 100 років з дня смерті Джузеппе Верді                                                                     | Портрет Джузеппе Верді. | Фасад театру «Ла Скала» в Мілані, ліворуч від нього стрічка у вигляді спіралі на якій написано ім'ям та рік смерті відомого італійського композитора. | 115.000 (анц) 10.000 (пруф) |

### 2000 лір
| Матеріал         | Маса (г) | Діаметр (мм) | Товщина (мм) | Гурт     | Монетний двір | Якість карбування  |
| ---------------- | -------- | ------------ | ------------ | -------- | ------------- | ------------------ |
| Срібло 835 проби | 16       | 31.4         |              | Рифлений | Римський      | Анциркулейтед/пруф |

| Рік  | Зображення | Зображення | Назва                                                    | Аверс | Реверс | Дизайнер        | Тираж                     |
| ---- | ---------- | ---------- | -------------------------------------------------------- | --- | --- | --------------- | ------------------------- |
| 1998 |            |            | Назустріч 2000 року (перший випуск): Віра та людство     | Навколо земної кулі обертаються дванадцять зірок Європи між трьома голубами, що символізує мир та третє тисячоліття. Дата під глобусом, а ім'я дизайнера — на ньому, поряд із Південним полюсом.                                                   | Голова людини, повернена вліво, взята з роботи Леонардо да Вінчі про пропорції людини. З голови народжується іскра людського інтелекту, показана зірковою формою нейрона, розгалуження якого праворуч перетворюється на спіраль ДНК. | Лаура Кретара   | 36 268 (анц) 7 880 (пруф) |
| 1998 |            |            | Назустріч 2000 року (перший випуск): Віра та людство     | У нижньому положенні верхня частина Глобуса, з якого виходить Древо Життя, гілки та листя якого переплітаються і перетворюються на трьох голубів, що символізує мир та третє тисячоліття. Під глобусом — дата, а всередині нього — ім'я дизайнера. | Ранньохристиянське зображення Христа Пантократора взяте з мозаїки в апсиді собору Чефалу, що уособлює цінність лаїчної віри в людину та релігійної віри в порятунок через жертву Боголюдини. Номінал та знак монетного двору внизу.  | Лаура Кретара   | 36 268 (анц) 7 880 (пруф) |
| 1999 |            |            | Сторіччя заснування Національного римського музею в Римі | Римський денарій з жіночою головою у лавровому вінку, повернута ліворуч. Монета експонується у Палаццо Массімо. Внизу ім'я дизайнера та легенда.                                                                                                   | Статуя «Арес Людовізі» встановлена на місці палацу Альтемпс. Позаду статуї легенда на банері. Праворуч, у полі, номінал, дата і знак монетного двору.                                                                                | Ульяна Пернацца | 35 500 (анц) 6 700 (пруф) |

### 5000 лір
| Номінал (лір) | Матеріал         | Маса (г) | Діаметр (мм) | Товщина (мм) | Гурт                       | Співвідношення аверс/реверс | Якість карбування  |
| ------------- | ---------------- | -------- | ------------ | ------------ | -------------------------- | --------------------------- | ------------------ |
| 5000          | Срібло 835 проби | 18       | 32           | 32           | Напис: REPVBBLICA ITALIANA | Медальне (0°)               | Анциркулейтед/пруф |

| Рік  | Зображення | Зображення | Назва                                | Аверс | Реверс | Тираж                     |
| ---- | ---------- | ---------- | ------------------------------------ | --- | --- | ------------------------- |
| 1993 |            |            | 650 років Пізанському університету   | Херувим, символ Пізанського університету, з ім'ям автора внизу в оточенні прикраси, взятої з баптистерію.                                                                            | Всередині декоративного кола (такого ж, як на аверсі) профіль Пізанського баптистерію, всередині якого ліворуч зображено половину будівлі у розрізі, що демонструє архітектурну структуру, а праворуч — маятник.                                                   | 42.000 (анц) 8.500 (пруф) |
| 1995 |            |            | 600 років з дня народження Пізанелло | Автопортрет Пізанелло. | Зображення однієї з найвідоміших медалей, виконаних Пізанелло: для Людовіко ІІІ Гонзага, маркіза Мантуанського. Людовіко ІІІ зображений у вигляді закутого в обладунки лицаря з великим кулястим гребенем. По боках голови геральдичні символи сонця та соняшника. | 38.000 (анц) 7.800 (пруф) |
| 1996 |            |            | 38.000 7.996 (пруф)                  | Голова Італії, волосся якої заплетене у косу стрічкою з прапорами країн Європейського Союзу (ЄС).                                                                                    | Логотип з символом ЄС (літерою «Е») ліворуч та Європейського парламент праворуч, сегменти якого вкриті прапорами країн ЄС. На логотипі присутні 15 зірок, розташування яких є географічними контурами Італії.                                                      | 38.000 (анц) 7.996 (пруф) |
| 1997 |            |            | 300 років з дня народження Каналетто | Портрет Каналетто, відомого художника з його підписом знизу. Праворуч на тлі: вид на Венецію, такий самий, як на його знаменитих картинах.                                           | Вид, взятий з однієї з картин Каналетто: «Протока Сан-Марко та острів Сан-Джорджо». | 36.000 (анц) 7.550 (пруф) |
| 1999 |            |            | Мілленіум: Земля                     | Знизу: верхня частина земної кулі, з якої виходить Дерево Життя, гілки і листя якого переплітаються і перетворюються на трьох голубів, символів миру і початку третього тисячоліття. | Святий Франциск Ассізький під час дарування свого плаща бідному, що є символом солідарності. | 37.600 (анц) ? (пруф)     |
| 1999 |            |            | Мілленіум: Солідарність              | Навколо земної кулі обертаються дванадцять зірок Європи між трьома голубами, символів миру і початку третього тисячоліття.                                                           | Колесо, кермо і радіотелескоп, серед найважливіших людських відкриттів, які дозволили людині створити «глобальне село». Між цими предметами, у вигляді спіралі, виходять три смуги, відповідно, з квітами, морськими хвилями та зірками.                           | 37.600 (анц) ? (пруф)     |

### 10000 лір
| Номінал (лір) | Матеріал         | Маса (г) | Діаметр (мм) | Товщина (мм) | Гурт                       | Співвідношення аверс/реверс | Якість карбування  |
| ------------- | ---------------- | -------- | ------------ | ------------ | -------------------------- | --------------------------- | ------------------ |
| 10000         | Срібло 835 проби | 22       | 34           | 3            | Напис: REPVBBLICA ITALIANA | Медальне (0°)               | Анциркулейтед/пруф |

| Рік  | Зображення | Зображення | Назва                                        | Аверс | Реверс | Тираж                     |
| ---- | ---------- | ---------- | -------------------------------------------- | --- | --- | ------------------------- |
| 1994 |            |            | Чемпіонат світу з футболу 1994 року          | Профіль молодої жінки з високою короною, на її чолі велика зірка, а її волосся спадає у прапор із зірками. Смуги праворуч на тлі. Зірка і смуги символізують прапор Сполучених Штатів.   | Земна куля, розкрита вздовж екваторіальної лінії у вигляді коробки. Північна півкуля має звичайну форму, з географічними об'єктами, а південна виконана у формі футбольного м'яча. З розкритого глобуса виходить оливкова гілка, на яку намотана стрічка з назвами двох команд-фіналістів Чемпіонату світу з футболу. Тлом слугує ще один географічний глобус, виконаний лише меридіанами та паралелями. | 43.000 (анц) 9.000 (пруф) |
| 1995 |            |            | 40 років Мессинській конференції             | Зображення «Викрадення Європи» (за мотивами грецької міфології: молоду Європу викрадає Зевс у вигляді бика). Нижче, на задньому плані: верхня частина земної кулі.                       | На глобусі, з центром у Європі, стрічка утворює літеру «Е» та цифру «5». Дванадцять зірок по краю монети. | 42.000 (анц) 8.050 (пруф) |
| 1996 |            |            | 50 років Проголошенню Італійської Республіки | Погруддя молодої жінки-Італії, всередині зубчастого колеса (символізує Працю в Італії). На тлі колеса присутні символами Італійської Республіки: зірка та дві гілки, дубова та оливкова. | Зубчасте колесо, всередині якого один з Дискуорів, скульптурної групи, розташованої на площі П'яцца дель Квірінале у Римі. | 38.000 (анц) 7.900 (пруф) |
| 1997 |            |            | 200 років прапору Італії                     | Погруддя молодої жінки, що представляє Італію, загорнуте в італійський прапор. Прапор має зірку на згині прямо під лівим плечем жінки.                                                   | Жінка, загорнута в італійський прапор, ліва частина якого утворює географічні кордони Італії. | 36.000 (анц) 7.695 (пруф) |
| 1998 |            |            | Чемпіонат світу з футболу 1998 року          | Голова молодої жінки з крилами на скронях, що представляє Італію. Над головою розміщено п'ятикутник, елемент картатого візерунка футбольного м'яча.                                      | Футбольний м'яч зі стилізованими елементами футбольного стадіону та орнаментами, де взята за основу конструкція Ейфелевої вежі. | 34.000 (анц) 7.000 (пруф) |
| 2000 |            |            | Мілленіум — Іісус                            | Знизу: верхня частина земної кулі, з якої виходить Дерево Життя, гілки і листя якого переплітаються і перетворюються на трьох голубів, символів миру і початку третього тисячоліття.     | Воскресіння Христоса за моделлю італійського скульптора Перікле Фацціні для зали Павла VI у Ватикані. | 33.700 (анц) 7.000 (пруф) |
| 2000 |            |            | Мілленіум: Небо                              | Навколо земної кулі обертаються дванадцять зірок Європи між трьома голубами, символів миру і початку третього тисячоліття.                                                               | Зображення перемоги над утопією Ікара: бажання людей літати стає реальністю. Велике крило з ескізу "літального апарата" Леонардо да Вінчі на тлі Міжнародної космічної станції «Альфа». | 33.700 (анц) 7.000 (пруф) |

### 50000 лір
| Номінал (лір) | Матеріал           | Маса (г) | Діаметр (мм) | Товщина (мм) | Гурт     | Співвідношення аверс/реверс | Якість карбування |
| ------------- | ------------------ | -------- | ------------ | ------------ | -------- | --------------------------- | ----------------- |
| 50000         | Золото (900 проба) | 7.5      | 20           | 1.5          | Рифлений | Медальне (0°)               | Пруф              |

| Рік  | Зображення | Зображення | Назва                                                   | Аверс | Реверс | Тираж         |
| ---- | ---------- | ---------- | ------------------------------------------------------- | --- | --- | ------------- |
| 1993 |            |            | 100 років Банку Італії                                  | Портрет Бональдо Стрінгера з підписом (перший голова Банку Італії: 1928—1930), монограма Банку Італії знизу.                                                 | Частина фасаду Палацу Коха (штаб-квартира Банку Італії в Римі). | 22.560 (пруф) |
| 1995 |            |            | 800 років з дня народження Святого Антонія Падуанського | Зовнішній вигляд базиліки Святого Антонія в Падуї. | Вид спереду на каплицю Святого у базиліці. | 9.221 (пруф)  |
| 1996 |            |            | 800 років Пармському баптистерію                        | Вид спереду на баптистерій (збудований у XIII столітті за проектом Бенедетто Антеламі, одного з найвидатніших архітекторів і скульпторів романського стилю). | Елементи оформлення баптистерію: Страшний суд; сцени-алегорії життя. | 7.010 (пруф)  |
| 1997 |            |            | 1600 років з дня смерті Святого Амвросія                | Зовнішній вигляд Базиліки Святого Амвросія в Мілані. | Одна з плиток золотого головного вівтаря роботи німецького ювеліра Вольвінія із зображенням Інвеститури Святого Амвросія. Головний вівтар є одним з головних прикрас базиліки і прикладом каролінзького мистецтва. На двох інших прямокутних плитках, виконаних у тому ж стилі, що й вівтар, з обох боків викарбувані дати ювілею. | 5.750 (пруф)  |
| 1998 |            |            | 700 років Базиліці Санта-Кроче у Флоренції              | Зовнішній вигляд Церкви Сан Джованні дельї Ереміті в Палермо між двома різними аркадами монастиря.                                                           | Вид зсередини церкви. | 4.900 (пруф)  |
| 1999 |            |            | 900 років заснування Кафедрального Собору Модени        | Вид на фасад Кафедрального Собору Модени, однієї з найкрасивіших і найважливіших романських споруд Європи, що входить до списку Всесвітньої спадщини ЮНЕСКО. | Фрагменти собору: «вікна-троянди» з фасаду собору; один з левів, що підтримують колони входу. | 5.500 (пруф)  |
| 2000 |            |            | 500 років з дня народження Бенвенуто Челліні            | Портрет Бенвенуто Челліні. | «Персей з головою Медузи», одна з найвідоміших робіт Челліні, з профілем Лоджії деї Ланці, будівлі у Флоренції, де знаходиться статуя. | 4.375 (пруф)  |
| 2001 |            |            | 250 років плацу Реджа-ді-Казерта                        | Фасад головного входу до палацу. | Фонтан Церери, один з головних фонтанів у Садах Реджа-ді-Казерта. | 6.250 (пруф)  |

### 100000 лір
| Номінал (лір) | Матеріал           | Маса (г) | Діаметр (мм) | Товщина (мм) | Гурт     | Співвідношення аверс/реверс | Якість карбування |
| ------------- | ------------------ | -------- | ------------ | ------------ | -------- | --------------------------- | ----------------- |
| 100000        | Золото (900 проба) | 15       | 25           |              | Рифлений | Медальне (0°)               | Пруф              |

| Рік  | Зображення | Зображення | Назва                                                   | Аверс | Реверс                                                                                       | Тираж         |
| ---- | ---------- | ---------- | ------------------------------------------------------- | --- | -------------------------------------------------------------------------------------------- | ------------- |
| 1993 |            |            | 100 років банку Італії                                  | Портрет і знак Луїджі Ейнауді.                                                                           | Фрагмент фасаду Палацу Коха.                                                                 | 21.196 (пруф) |
| 1995 |            |            | 700 років Базиліці Санта-Кроче                          | Передня частина базиліки Санта-Кроче у Флоренції.                                                        | Інтер'єр базиліки з видом на центральну наву.                                                | 8.584 (пруф)  |
| 1996 |            |            | 600 років заснування монастиря Чертоза-ді-Павія         | Вид на монастир Чертоза ді Павія з церквою на задньому плані.                                            | Центральна нава головної церкви.                                                             | 5.550 (пруф)  |
| 1997 |            |            | 800 років освяченню Базиліки Сан-Нікола у Барі          | Базиліка Сан-Нікола у Барі.                                                                              | Деталь колонади Базиліки Суперіоре.                                                          | 5.400 (пруф)  |
| 1998 |            |            | 650 років завершення будівництва вежі Торре-дель-Манджа | Вид на Публічний палац Сієни з вежі Торре-дель-Манджа. Ряд палаців, що оточують площу П'яцца-дель-Кампо. | Скульптурна група Ніколи Пізано.                                                             | 4.800 (пруф)  |
| 1999 |            |            | Базиліка Сан-Франческо в Ассізі                         | Вид спереду на фасад базиліки Сан-Франческо в Ассізі.                                                    | «Вікно-троянда» базиліки Сан-Франческо д'Ассізі.                                             | 5.047 (пруф)  |
| 2000 |            |            | 700 років першому ювілейному року (1300)                | Середньовічна чотирикутна відзнака, що зображує Святих Петра і Павла, на реверсі.                        | Деталь фрески Джотто, що зображує Боніфація VIII, який читає вступну буллу Святого 1300 року | 4.442 (пруф)  |
| 2001 |            |            | 700 років Кафедрі Святого Андреа в Пістої               | Кафедра святого Андреа у церкві Св. Андреа в Пістої.                                                     | Квадратна рамка з «Благовіщенням», одна з шести панелей кафедри.                             | 4.515 (пруф)  |